# Pleocnemia kingii
Pleocnemia kingii là một loài thực vật có mạch trong họ Dryopteridaceae. Loài này được (Copel.) Alderw. miêu tả khoa học đầu tiên năm 1917.